# SIGLEC10
SIGLEC10‏ (Sialic acid binding Ig like lectin 10) هوَ بروتين يُشَفر بواسطة جين SIGLEC10 في الإنسان.